# Priotyrannus closteroides
Priotyrannus closteroides är en skalbaggsart. Priotyrannus closteroides ingår i släktet Priotyrannus och familjen långhorningar.

## Underarter
Arten delas in i följande underarter:
- P. c. closteroides
- P. c. lutauensis